# Mac Thornberry
William McClellan Thornberry dit Mac Thornberry, né le 15 juillet 1958 à Clarendon (Texas), est un homme politique américain, représentant républicain du Texas à la Chambre des représentants des États-Unis de 1995 à 2021.

## Biographie
Mac Thornberry est né et a grandi à Clarendon, dans le comté texan de Donley. En 1983, il obtient son juris doctor à la faculté de droit de l'université du Texas. Dans les années 1980, il travaille pour les représentants républicains Thomas G. Loeffler (en) et Larry Combest (en) puis au service des affaires législatives du département d'État.
En 1994, il se présente à la Chambre des représentants des États-Unis dans le 13e district du Texas, qui s'étend sur le nord de l'État et la panhandle. À l'occasion de la « révolution républicaine », il bat le démocrate sortant Bill Sarpalius (en) avec 55,4 % des voix. En 1996, 1998 et 2000, il est réélu en rassemblant environ deux tiers des suffrages. Depuis 2002, il est réélu tous les deux ans avec plus de 74 % des voix, souvent sans candidat démocrate face à lui.
Durant le 114e congrès, il préside la commission des forces armées de la Chambre des représentants.